# Karita Mattila
Karita Mattila (nacida en Somero, Finlandia, el 5 de septiembre de 1960) es una soprano finlandesa, una de las mayores exponentes del canto lírico de su generación. Como soprano lírico dramática se destaca en personajes de Verdi, Puccini, Mozart, Richard Strauss y Wagner.
Ganó el primer premio Cardiff Singer of The World en 1983 y se graduó en la Academia Sibelius de Helsinki, donde estudió con Liisa Linko-Malmio. Continuó sus estudios en Londres, con la legendaria Vera Rozsa, maestra de Kiri Te Kanawa, Anne Sofie von Otter y otras célebres cantantes.

## Biografía
Mattila hizo su debut en el Royal Opera House, Covent Garden de Londres, en el papel de Fiordiligi en Cosi fan Tutte de Wolfgang Amadeus Mozart en 1986. El 22 de marzo de 1990 hizo su debut en el Metropolitan Opera House de Nueva York como Donna Elvira en Don Giovanni. Aparece frecuentemente con las mejores orquestas y en los mejores teatros de ópera del mundo, incluyendo el Metropolitan de Nueva York, Royal Opera House en Londres, Théâtre du Châtelet y Opéra Bastille en París, Lyric Opera de Chicago, Ópera de San Francisco, Houston Grand Opera, Wiener Staatsoper, Festival de Salzburgo y Deutsche Oper Berlin.
En 1995 debutó con gran éxito en el Teatro Colón de Buenos Aires con Simón Boccanegra junto a José Van Dam, Lando Bartolini y Ferruccio Furlanetto con puesta de Giancarlo del Mónaco y dirección de Miguel Ángel Veltri.
Destaca su colaboración con directores de orquesta como Claudio Abbado, Sir Colin Davis, Simon Rattle y Donald Runnicles.
No canta más de 60 representaciones al año. En el 2004, su primera representación como Salomé en el Metropolitan Opera causó sensación en la ópera de Richard Strauss. Su subsecuente "Káťa Kabanová" inspiró al New York Press a escribir: "Cuando la historia del Metropolitan Opera en la era del milenio sea escrita, Karita Mattila merecerá un capítulo entero"
Es reconocida internacionalmente por ser una extraordinaria actriz y cantante que brinda una intensidad poco común a cada rol. Sus roles más conocidos son Jenufa, Katya Kabanova, Salome, Leonora, Arabella, Donna Anna, Donna Elvira, Fiordiligi, y Tatiana.
Fue nombrada Chevalier des Arts et des Lettres (2003), en honor más alto para la cultura en Francia.

## Repertorio principal
- Tosca (Tosca).
- Manon (Manon Lescaut).
- Salome (Salome).
- Arabella (Arabella).
- Leonore (Fidelio).
- Amelia (Un ballo in maschera).
- Elisabeth (Don Carlos).
- Amelia (Simon Boccanegra).
- Desdemona (Otello).
- Elsa (Lohengrin).
- Eva (Die Meistersinger von Nürnberg).
- Sieglinde (Die Walküre).
- Chrysothemis (Elektra).
- Jenufa (Jenufa).
- Káta Kabanová (Káta Kabanová).
- Donna Elvira (Don Giovanni).
- Lisa (The Queen of Spades).
- Tatyana (Eugene Onegin).

## Discografía principal
Recitales
- Arias & Scenes (Erato)
- German Romantic Arias (Erato)
- Strauss: Orchestral Songs; Four Last Songs (DG)
- Strauss: Orchestral Songs (Sony)
- Strauss: Hölderlin Lieder (Sony)
- Excellence - The Artistry of Karita Mattila (Ondine)
- Sibelius Songs (Ondine)
- Grieg and Sibelius Songs (Erato)
- Karita Live! (Ondine)
- From the Heart of Finland (Ondine)
- Wild Rose (Ondine)
- Modern Portrait (Warner/Finlandia)
- Best of Evergreens (Ondine)
- Karita's Christmas (Ondine)
- Marriner: Lollipops (Philips)

Óperas completas en CD y DVD:
- Beethoven, Fidelio (DG)(DVD, Metropolitan)
- Verdi, Simon Boccanegra (TDK)(DVD Florencia)
- Verdi, Don Carlos (EMI) (DVD Paris)
- Janacek, Jenufa (Erato)
- Mozart, Le nozze di Figaro (Sony)
- Mozart, Così fan tutte (Philips)
- Mozart, Don Giovanni (Philips)
- Puccini, Manon Lescaut (EMI)(DVD Metropolitan)
- Schubert, Fierrabras (DG)
- Schumann: Scenes from Goethe's Faust (Sony)
- Wagner, Die Meistersingers von Nürnberg (Decca, DG)(DVD Metropolitan)
- Weber,Der Freischütz (Philips)